# William H. Greene Stadium
Le William H. Greene Stadium est un stade omnisports (servant principalement pour le football américain et le soccer) américain situé à Washington, la capitale du pays.
Le stade, doté de 10 000 places et inauguré en 1926, sert d'enceinte à domicile pour l'équipe universitaire de l'Université Howard du Bison de Howard.

## Histoire
L'endroit où se trouve le stade aujourd'hui était autrefois un quartier afro-américain de la classe moyenne qui abritait de nombreux professeurs et travailleurs de l'Université Howard. L'université fait construire son stade, au départ nommé Howard Stadium, qui est achevé en juillet 1926.
Le premier match à y être joué est une rencontre de football américain se tenant le 16 octobre 1926 entre l'Université Howard et le Morehouse College.
Dans les années 1970, l'affluence moyenne du stade était d'environ 5 000 spectateurs.
En 1977, le stade est rénové et passe à 9 000 places assises (contre les 20 000 prévues initialement).
Le stade est rebaptisé William H. Greene Stadium en 1986 en hommage à William H. Greene, un physicien originaire de la capitale.

## Galerie

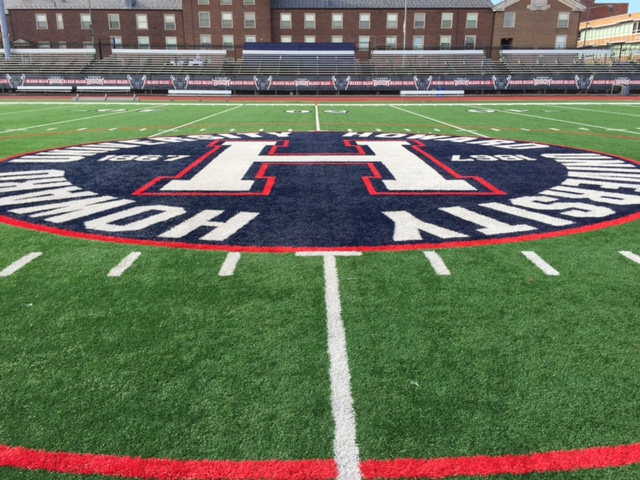
Centre du terrain
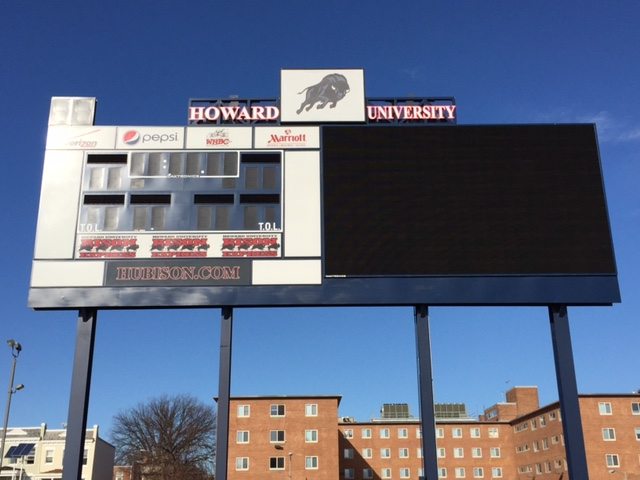
Tableau d'affichage (avant)